# Костел святого Казимира (Львів)
Храм священномученика Климентія Шептицького — пам'ятка архітектури XVII століття у місті Львові. Колишній костел в різний час носив різні назви: Святої Катерини, місіонерський, милосердя, Святого Казимира. Розташований у центральній частині міста, на вулиці Максима Кривоноса, 1 (колишні польські назви вулиці — Архієпископська і Театинська), поблизу розташований колишній костел Матері Божої Громничої монастиря кармеліток босих (нинішня церква Стрітення Господнього).

## Історія
На цьому місці 1630 року було засновано дерев'яний костел і монастир. Кошти надав Мнішек, земельну ділянку — Софія Теофіла Данилович. Костел і монастир згоріли під час штурму загонами Максима Кривоноса львівської цитаделі — Високого замку у 1648 році.
Храм побудовано в 1656–1664 роках для ченців римо-католицького ордена францисканців-реформатів. Кошти для будівництва надав Миколай Беґановський, який пізніше був тут похований та існувала його надгробна таблиця.
1783 року переданий австрійською владою для організації шпиталю черницям сестрам милосердя, які мали поблизу власний костел.
У 1870-х роках відбулася ґрунтовна реставрація святині. За проєктом архітектора Ігнатія Віняжа були споруджені хори.
На початку 1920-х років на передсінні храму був портрет та барокова епітафія фундатора прилеглого шпиталю Францішека Завадзького (†1745). На хорах були портрети фундаторів та латинського архиєпоскопа Миколая Вижицького.
Будівля перебуває у власності Львівського державного університету внутрішніх справ.

## Архітектура

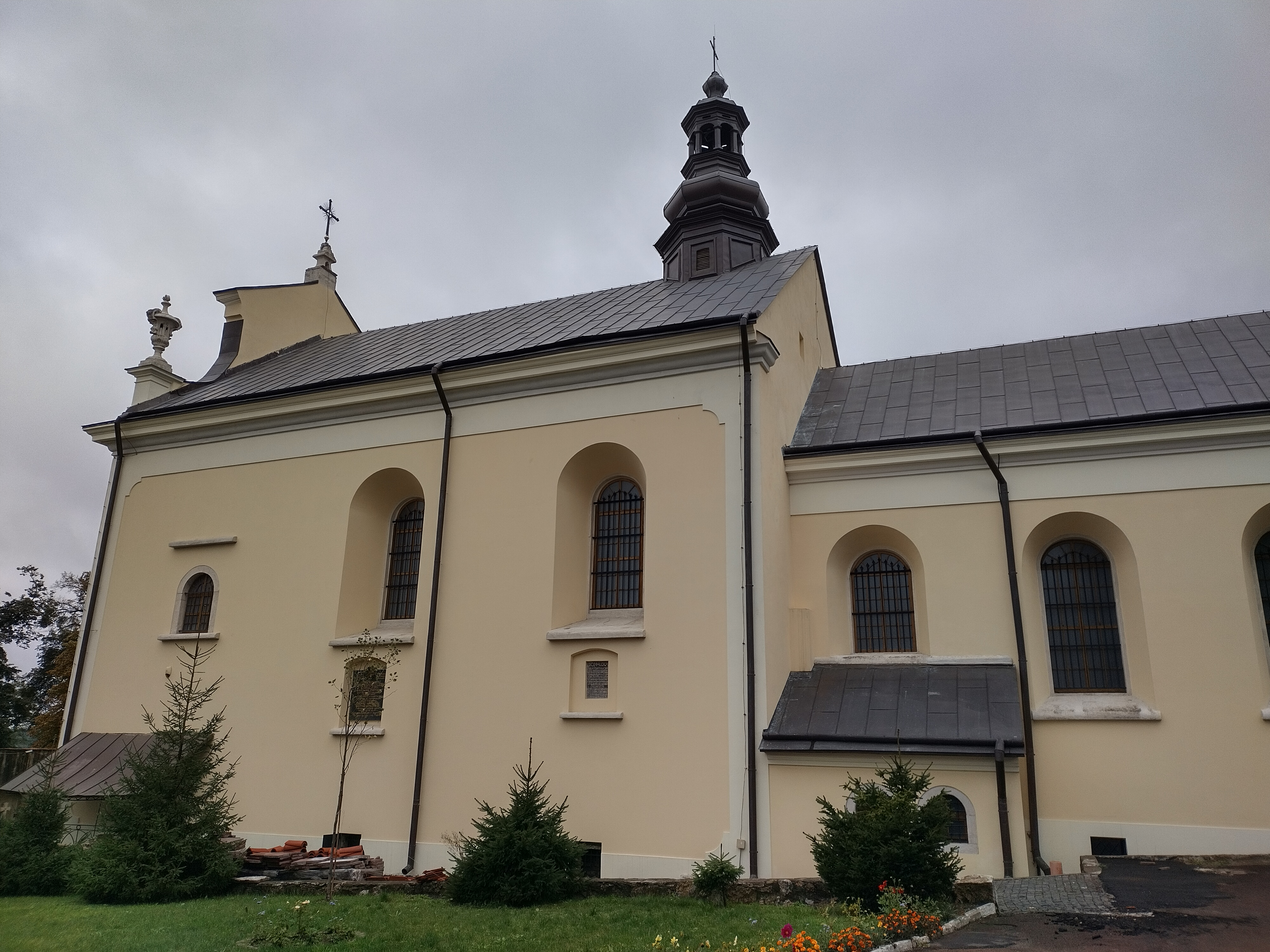
Бічний вигляд

Костел скромний, бароковий; до нього прибудований монастирський притулок для сиріт. Стилістика костелу зазнала впливу художнього образу римської церкви Іль Джезу. Будівля виконана в камені, однонавна, прямокутна в плані, з витягнутою апсидою. Зверху храм накритий двосхилим дахом і увінчаний сигнатуркою. Головний фасад костелу Святого Казимира завершений фронтоном у стилі бароко.